# Jordan Hasquet
Jordan Hasquet (Missoula, 21 maggio 1985) è un ex cestista statunitense.

## Palmarès
- Campionato lussemburghese: 1

Amicale Steesel: 2015-16
- Coppa di Svizzera (2010)